# Centre national de recherche en médecine complémentaire et alternative
Le Centre national de recherche en médecine complémentaire et alternative — ou NAFKAM pour Nasjonalt forskningssenter innen komplementær og alternativ medisin — est une unité relevant de la Faculté des sciences de la santé affiliée à l’université de Tromsø,. Fondée en 2000 à l’initiative du Conseil norvégien de la recherche (no) et dirigée depuis le 1er avril 2020 par le Pr Miek Jong, cette institution coordonne l’ensemble des recherches scientifiques portant sur les traitements complémentaires et alternatifs.